# 袋井バスストップ

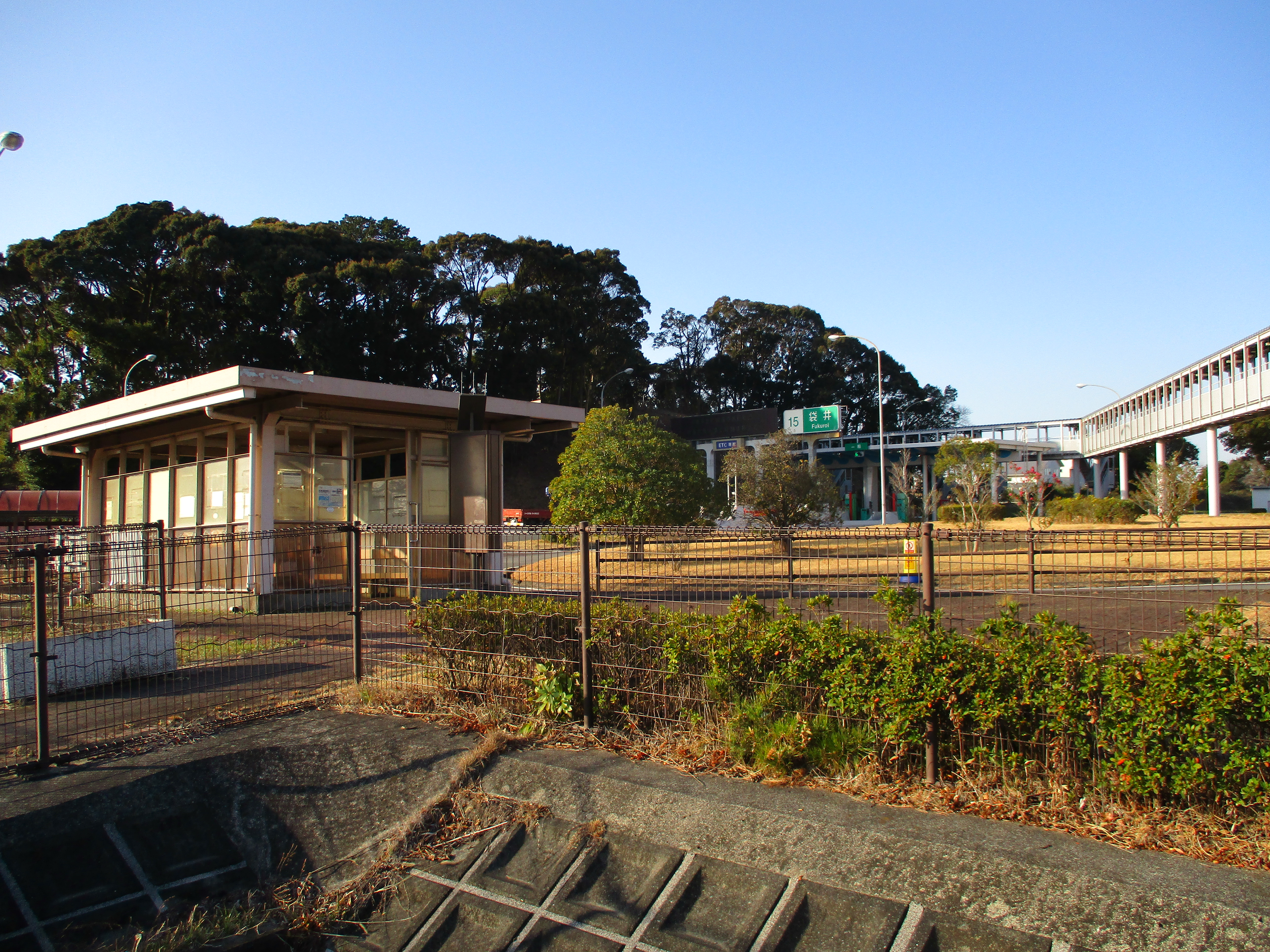
2021年2月

袋井バスストップ（ふくろいバスストップ）は、静岡県袋井市の東名高速道路袋井インターチェンジに併設されたバス停である。東名袋井（とうめいふくろい）とも言う。
東名ハイウェイバスの特急・急行便、ドリーム静岡・浜松号、京阪神ドリーム静岡号、京阪神昼特急静岡号、e-wingが停車する。

## 歴史
- 1969年6月10日開設

## 隣接のバス停
東名ハイウェイバス
磐田BS - 袋井BS - 岡津BS
ドリーム静岡・浜松号（横浜駅 (YCAT) 以遠のみ利用可）
（浜松インターBS） - 袋井BS - （掛川駅南口）
京阪神ドリーム静岡号（京都駅烏丸口以遠のみ利用可）
（浜松インターBS） - 袋井BS - （掛川駅南口）
京阪神昼特急静岡号（京都深草以遠のみ利用可）
（浜松北BS） - 袋井BS - （掛川BS）
遠鉄バス 中部国際空港線「e-wing」（中部国際空港のみ利用可）
（磐田IC駐車場） - 袋井BS - （掛川IC駐車場）

## 乗り換え
- 秋葉バスサービス秋葉中遠線・秋葉線 上久能・小早川整形リウマチクリニック前バス停より徒歩18分。
- 袋井市自主運行バス北部循環線（平日のみ）徳光バス停より徒歩12分。

## 距離
- 東京駅から235.3km